# Maria Himmelfahrt (Andernach)

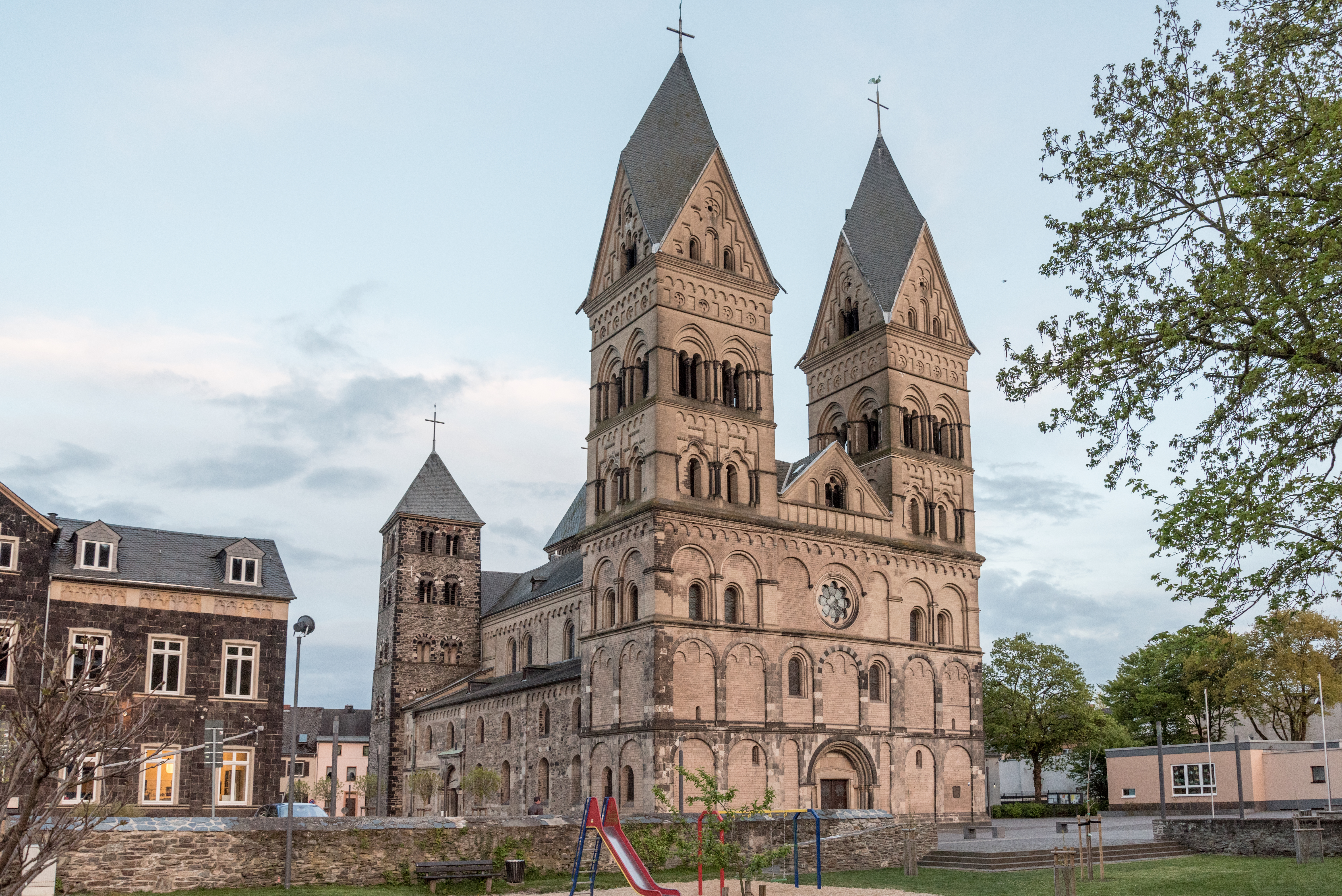
Ansicht von Nordwesten (2016)

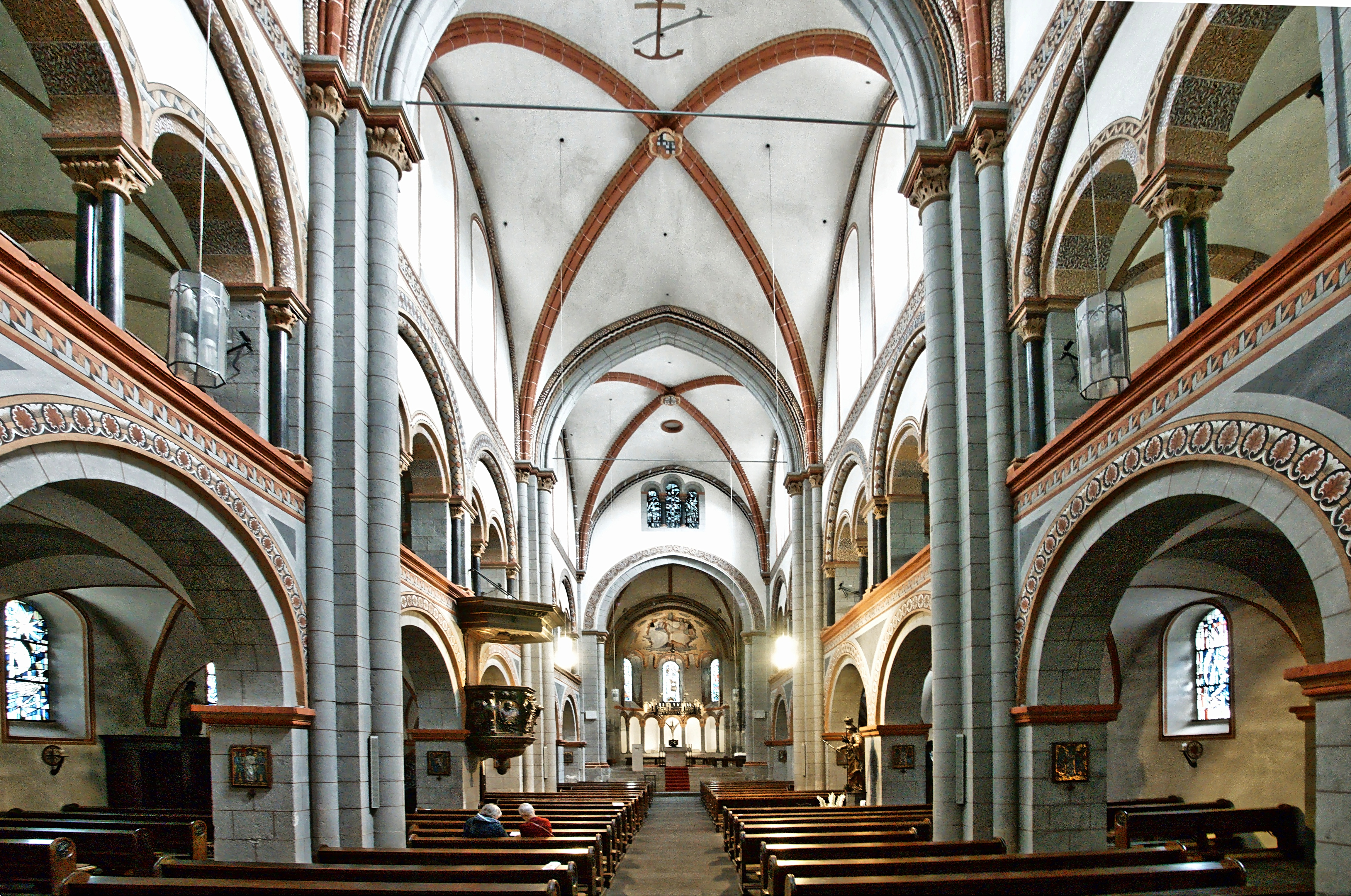
Innenraum, Blick nach Osten

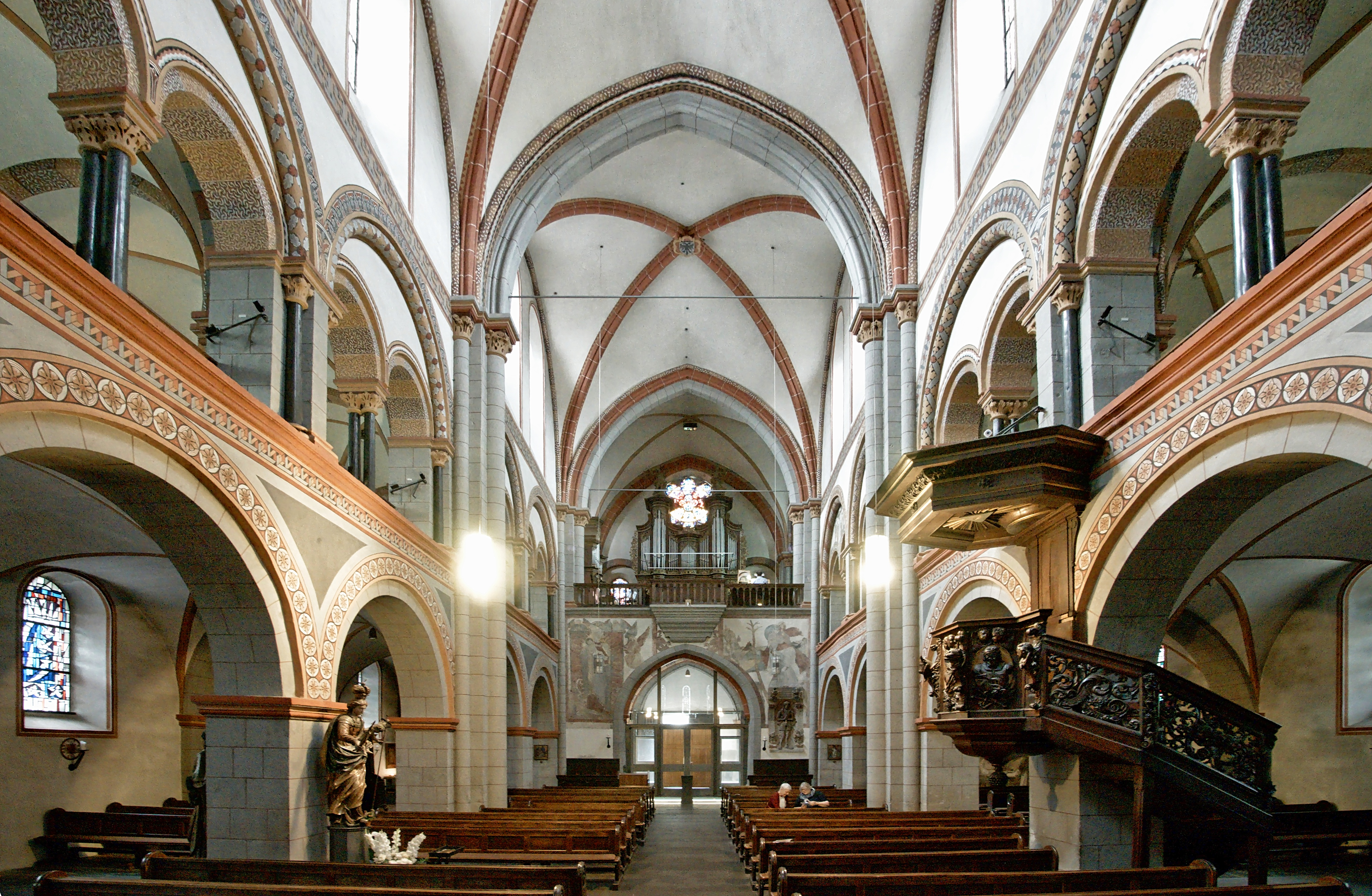
Innenraum, Blick nach Westen, im Jahr 2017, links die Marienstatue

Die römisch-katholische Pfarrkirche Maria Himmelfahrt in Andernach ist eine mächtige Emporenbasilika mit vier Türmen, Westbau und Chor. Sie liegt am westlichen Rand der Stadt in direkter Nähe zur Stadtmauer und damit auch an der Westseite des in römischer Zeit dort befindlichen Kastells Antunnacum, aus dem die spätere Siedlung hervorging.
Im Andernacher Volksmund sind auch die Bezeichnungen Liebfrauenkirche und Mariendom oder nur kurz „Dom“ geläufig. Das Recht zu dieser Benennung wird oft angezweifelt, doch war die Marienkirche stets Stadtkirche und seit 1194 Eigenkirche des Erzbischofes von Trier in Andernach, der (offiziell) hier auch Pfarrer war.

## Geschichte

### Vorgeschichte
Karolingische Grabstellen unter der heutigen Kirche belegen, dass es sich um eine frühere Gründung handelt. Über das Aussehen dieser Kirche und auch des Nachfolgebaus aus dem frühen 12. Jahrhundert, von dem der freistehende Nordostturm (Glockenturm) erhalten ist, ist nur wenig bekannt.
Der Vorgängerbau (St. Michael), 1194 von Kaiser Heinrich VI. dem Trierer Erzbischof Johann I. geschenkt, der als erster Bischof Triers zugleich auch den Titel eines Kurfürsten trug, wurde 1198 infolge eines Streites zwischen Otto IV., der 1197 in Andernach zum König ausgerufen worden war, und Philipp dem Staufer, der Andernach eroberte und brandschatzte, ein Opfer der Flammen. Das Kirchengebäude der alten Stadtkirche wurde dabei bis auf den freistehenden Glockenturm großteils zerstört.

### Bauperiode
An der Stelle der niedergebrannten Kirche, deren freistehender Glockenturm als Nordostturm und ältester Gebäudeteil in den Kirchenneubau integriert wurde, ließ der Erzbischof und Kurfürst von Trier Johann I. die heutige Marienkirche bis etwa 1220 als dreischiffige Emporenbasilika im rheinischen Übergangsstil neu errichten. 
Die Form des Südostturmes scheint darauf hinzuweisen, dass beim Kirchenneubau am Ende des 12. Jahrhunderts zunächst auf ein niedrigeres, das heißt älteres Kirchenschiff Rücksicht genommen wurde, bevor dann auch das Langhaus und das Westwerk mit beiden Westtürmen neu errichtet wurde. Der alte Westbau hatte vermutlich nur eingeschossige Türme und im Erdgeschoss eine offene Halle. Um 1220 wurde der südöstliche Turm dem älteren Nordostturm auf der anderen Seite des Chors in der Höhe angeglichen. Auch die beiden ursprünglich wohl niedriger geplanten Westtürme erhielten damals ihre endgültige Höhe. Die Vollendung des Kirchenneubaus ist um 1250 anzunehmen. Dennoch wurde die Kirche wahrscheinlich 1220 geweiht.
Die eigentliche Baugeschichte scheint mit der Vollendung der spätromanischen Domkirche abgeschlossen, doch Urkunden belegen eine längere Bautätigkeit.

### Restaurierungen

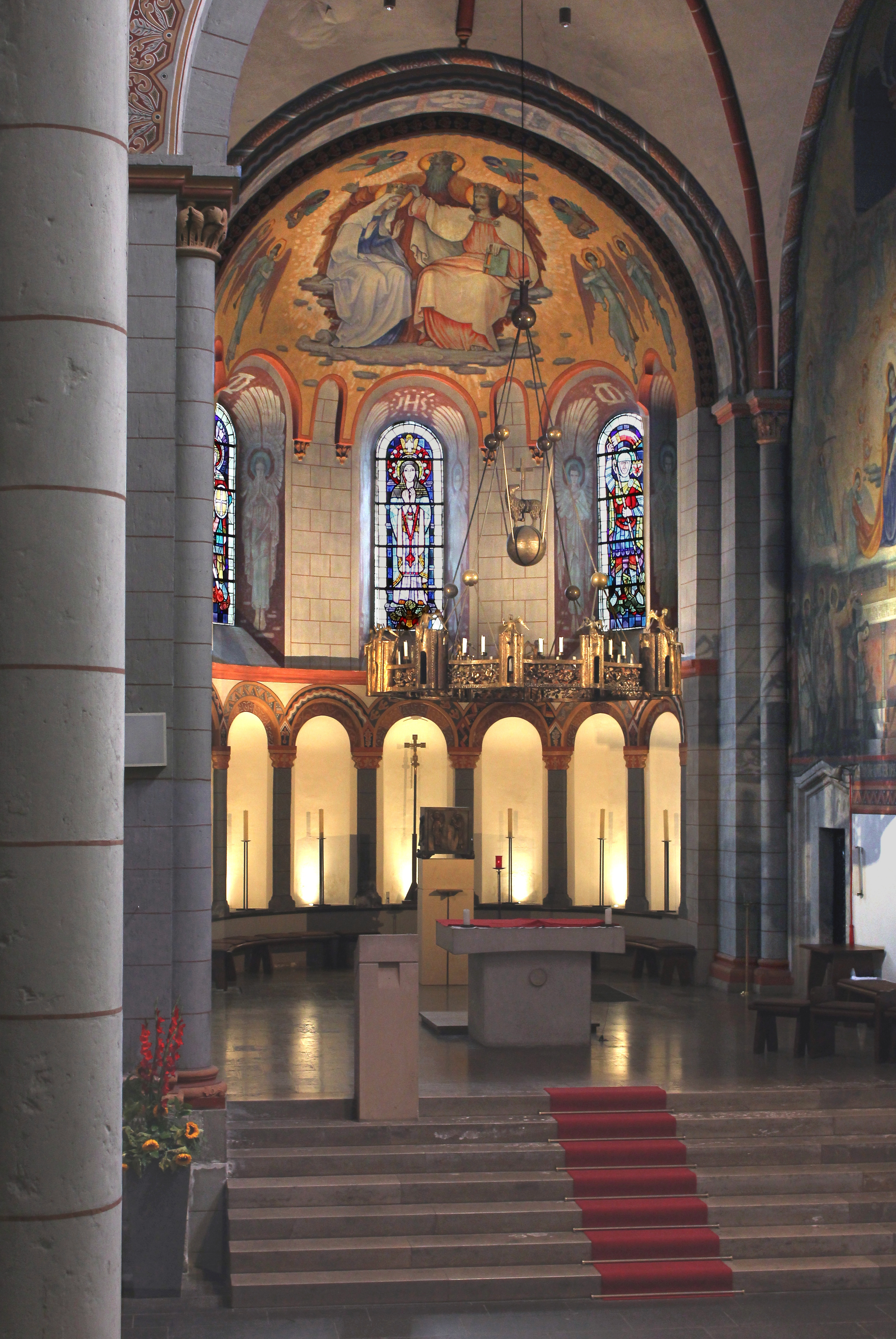
Chorraum mit Fresko von Georg Kau; Blick von der Kanzel aus

Trotz ihres sehr einheitlich wirkenden Erscheinungsbildes lässt die Liebfrauenkirche bei genauerer Betrachtung recht gut die verschiedenen Bauabschnitte erkennen, in denen sie entstand. Ablesbar sind (durch unterschiedliche Mauertechniken und Steinbearbeitungen) die seit dem Mittelalter bis in die heutige Zeit durchgeführten Teil- und Komplettrestaurierungen am Dom.
Bereits im späten 13. bis frühen 14. Jahrhundert stürzten einige Gewölbefelder ein. Grund dafür ist der schlechte Baugrund, auf dem die Kirche steht. Der Westbau zeigte starke Rissbildung, daraufhin wurden im Zuge der damals durchgeführten Maßnahmen die Gewölbe und die Westfassade instand gesetzt. Dabei wurde auch die große Fensterrose durch ein gotisches Spitzbogenfenster ersetzt. Außerdem erhielten die Westtürme zusätzliche Verankerungen zur Stabilisierung.
Quellen berichten von weiteren Restaurierungen in den folgenden Jahrhunderten.
1722 wurde der Zustand der Kirche als ruinös bezeichnet. Nach langen Überlegungen erstellte letztlich der kurtrierische Hofbaumeister Johann Georg Seitz, Vater des Baumeisters Johannes Seiz, 1739 ein Gutachten zur Schadensbehebung, das aus Kostengründen auch die Abtragung der Türme und die Entfernung der eingestürzten Seitenschiffe erwog. Das Engagement von Andernacher Bürgern bewahrte „ihren Dom“ jedoch vor einem „Rückbau“ zu einem Torso mit Teilabriss der Westtürme und Entfernung der Seitenschiffe, sodass er sich heute in voller Größe zeigt. In den Jahren 1740 bis 1742 wurde die Wiederherstellung der beschädigten Kirchenabschnitte konsequent betrieben, vor allem der Wiederaufbau der eingestürzten Seitenschiffe.
Umfassende Restaurierungsarbeiten erfolgten im späten 19. Jahrhundert. Sie begannen 1877 an der Chorapsis und den 1740 bis 1742 nur provisorisch instand gesetzten Abschnitten, ebenso wurde 1894 die Rekonstruktion (romanischer Rückbau) der reich gestalteten Westfassade 1893/1894 mit Einlassung der großen Rosette, die eines der schönsten Beispiele der kölnisch-rheinischen Architektur vom Beginn des 13. Jahrhunderts bildet, betrieben. 1899 wurden die Restaurierungsarbeiten mit der Ausmalung des Innenraums beendet. Damit entspricht der heute sichtbare Zustand etwa dem aus der Mitte des 13. Jahrhunderts.
1960 wurde eine zweite große Komplettrestaurierung begonnen. Grund dafür war wie auch 1877 Verwitterung. Am Außenbau waren Arbeiten wie Steinauswechslung, Steinkonservierung, Sicherungs- und Dacharbeiten nötig. Das Ausmaß der Schäden forderte teils eine völlige Außenhauterneuerung, so am Nordwestturm. 1978 konnten die Außenarbeiten abgeschlossen werden. Von 1987 bis 1991 wurden in die Gewölbe des Langhauses und der Seitenemporen Betonbalken und Queranker zur Stabilisierung eingelassen.
Kleinere Restaurierungen, Sanierungen und Renovierungen führt heutzutage der Förderverein Mariendom Andernach e. V. aus.

### Neuere Geschichte
Im Zusammenhang mit dem Neubau des Pfarrheims unmittelbar neben der Kirche wurden 2006 die Reste einer römischen Badeanlage aus dem 4. Jahrhundert entdeckt. Sie wurden in das Gebäude integriert und 2009 auch der Öffentlichkeit zugänglich gemacht. Ein Teil der Badeanlage kann durch eine Glaskuppel vor dem Pfarrheim besichtigt werden.
In den Jahren 2013/2014 wurde der gesamte Domplatz mit Anbindung an das Pfarrhaus und den Domspielplatz neu gestaltet. Die Kosten für den Ausbau des hauptsächlich öffentlichen Platzes trug die Stadt Andernach. Am Patronatsfest Maria Himmelfahrt 2014 (15. August) wurde der Domplatz eingeweiht. In der Feier erwähnte der Prediger „die Umgestaltung von einer Nachkriegstrümmerlandschaft zu einem angemessenen Domplatz.“ Der Dom brauche Platz zum Atmen, und der Dom habe jetzt Platz zum Atmen.
2018 begannen umfassende Arbeiten zur Umgestaltung, Sanierung und Renovierung, die bis zum 800-jährigen Weihejubiläum 2020 abgeschlossen sein sollen. Als erste Maßnahme wurde im März 2018 der Taufstein umgesetzt. In der nun freien ehemaligen Taufkapelle entstand im Laufe des Sommers eine Marienkapelle. Diese ist fortan der Gebetsraum im Dom. Die Kapelle wurde am Patronatsfest Maria Himmelfahrt eingeweiht.
Wegen des durch die Covid-19-Pandemie gebotenen großen Abstandes zwischen den Gottesdienstbesuchern waren die aus der Zeit um 1900 stammenden Kirchenbänke entfernt worden. Im Sommer 2022 wurden sie durch stapelbare Stühle ersetzt; die Zahl der Sitzplätze ist seitdem gegenüber früher auf etwa die Hälfte reduziert. Die alten Bänke wurden nach Kiew transportiert und in einer Kirche aufgestellt, die 1930 zunächst zum Lagerhaus und später zum Konzertsaal umfunktioniert worden war, in dem auch Gottesdienste gehalten werden dürfen.

## Architektur

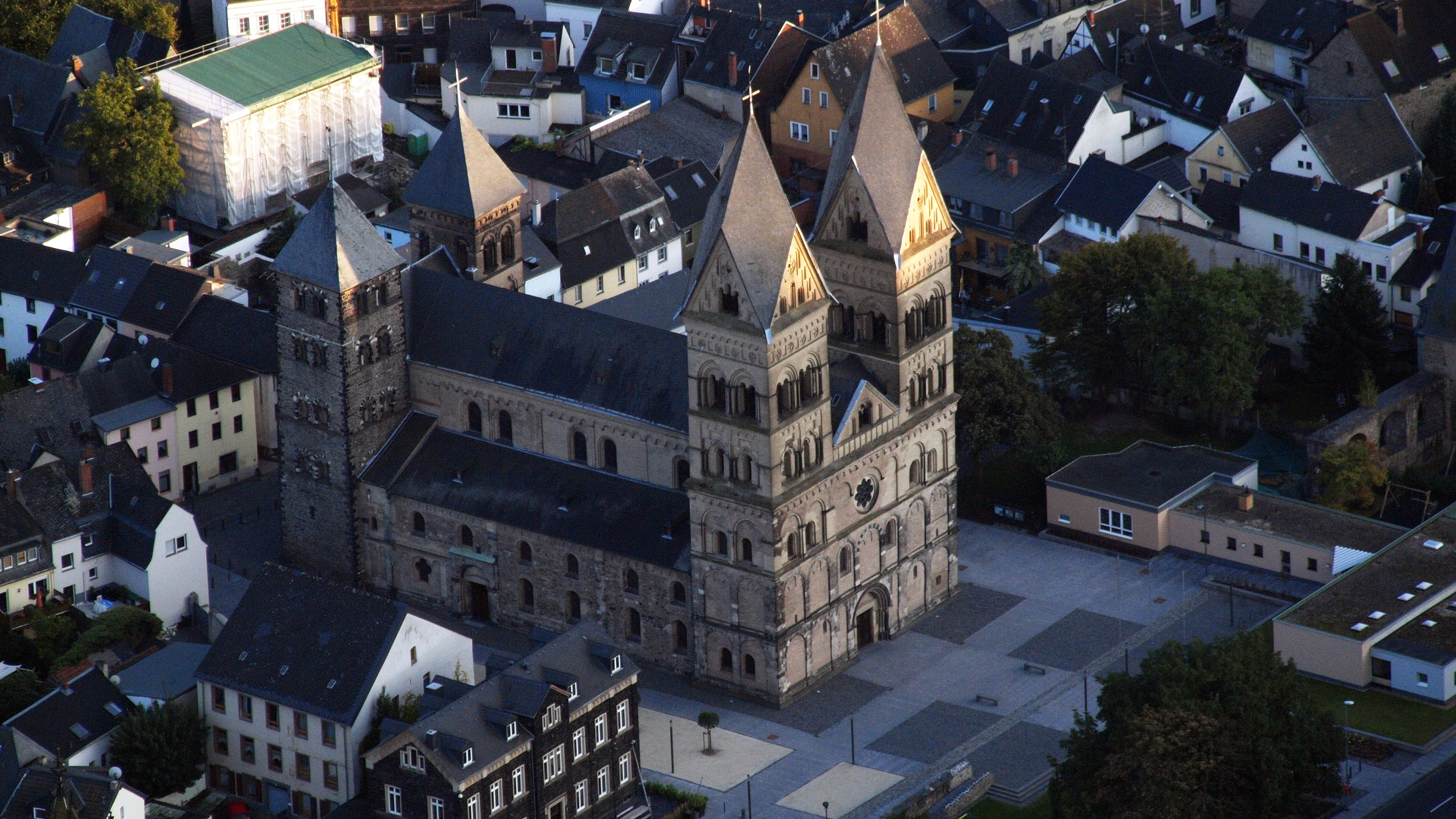
Maria Himmelfahrt, Luftaufnahme 2014

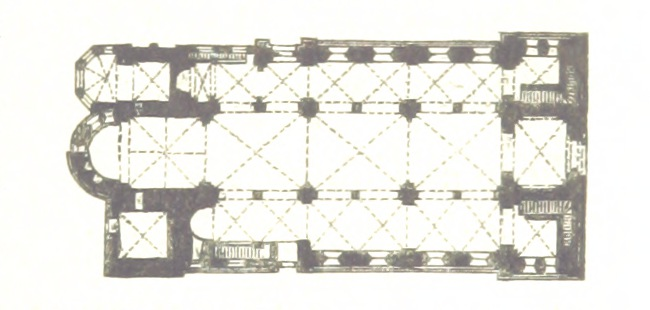
Grundriss (1868)

Der Mariendom ist bis auf den älteren Nordostturm und die im 18. Jahrhundert erneuerten Seitenschiffe einheitlich spätromanisch. Er ist im Lichten 49,70 Meter lang und 19,70 Meter breit. Die Breite des Mittelschiffs beträgt 8,15 Meter, die Höhe des Mittelschiffs 17 Meter und die der Seitenschiffe 5,80 Meter. Die Türme der Westfassade sind 54,90 Meter hoch, Nordost- und Südostturm jeweils 40,80 Meter.

### Westwerk
Das Westwerk des Domes besteht aus einer Zweiturmfassade, die im Mittelalter die historische Stadtmauer überragte. Der Westbau, der den drei Schiffen des Langhauses querhausartig vorgelagert ist, weist drei Geschosse auf. Diese sind durch Horizontalgesimse voneinander getrennt. Die Wandflächen sind durch Blendarkaden, von denen manche Rundbogenfenster umrahmen, symmetrisch gegliedert. Durch Doppelarkaden im dritten Geschoss außen entsteht der Eindruck von Eigenständigkeit der Türme. Der dreigeschossige Mittelteil der Fassade mit einem großen Rundfenster im oberen Geschoss wird von einem Giebel abgeschlossen.
Durch Untersuchungen wurde ermittelt, dass das Westwerk in der zweiten Bauperiode (nach 1198) erbaut wurde. Der alte Westbau hatte wahrscheinlich nur eingeschossige Türme und eine offene Eingangshalle. Das heutige Westportal wurde erst später erbaut. Durch unterschiedliche Detailformen kann belegt werden, dass die Türme und ihre Rautendächer erst nach 1220 errichtet wurden. Bis zur großen Restaurierung im späten 19. Jahrhundert enthielt die Westfassade anstelle des Rundbogenfensters ein spitzbogiges Maßwerkfenster aus dem 14. Jahrhundert und Spitzbögen über den Portalen, die wegen bautechnischer und statischer Probleme wieder entfernt wurden, sodass die seitherige Gestaltung jener aus dem 13. Jahrhundert ähnlich sein dürfte.

### Langhaus
Das Langhaus besteht aus drei Doppeljochen und weist eine schlichte Gliederung auf. Die Wandflächen sind durch Rundbogenfenster und Lisenen unterteilt. Im östlichen Teil hat das Langhaus je ein Seitenportal nach Norden und nach Süden.
Während die Wände des Hauptschiffs und die Partien um die Portale noch gleichmäßige Quadermauerwerke aus dem frühen 13. Jahrhundert aufweisen, bestehen die Wände der Seitenschiffe seit der Restaurierung im 18. Jahrhundert aus unverputztem Bruchsteinmauerwerk. An den Portalpartien finden sich auch die für die Romanik charakteristischen Kleeblattfenster.

### Ostteile
Die Ostteile des Mariendoms bestehen aus den unterschiedlichen Türmen, die den Chor flankieren, dem Chor mit seiner Apsis und der gotischen Sakristei. Die Türme haben zwar dieselbe Höhe und gleiche Pyramidendächer, unterscheiden sich aber in Geschosszahl, Gliederung und Mauerwerk. Am Grundriss erkennt man außerdem, dass der ältere Nordturm nicht in der Flucht des Baues liegt und dicker ist als sein Gegenstück auf der Südseite. Die geschickte Einbindung des Nordturms in den jüngeren Bau überdeckt die Unterschiede so sehr, dass auch die Ostpartie einheitlich wirkt. Vor dem zwischen die beiden Osttürme eingespannten Chorjoch wölbt sich die halbrunde Apsis, die sich durch eine besonders reiche Gestaltung auszeichnet. Über dem Sockel und einem durch Lisenen und Rundbogenfries gegliederten Geschoss folgt das Fenstergeschoss mit einer vorgelegten Architektur aus Bögen und Säulen. Den oberen Abschluss bilden ein Plattenfries und die Zwerggalerie mit rhythmischer Säulenstellung. Darüber wölbt sich ein reiches Abschlussgesims weit vor. Über dem Dach der Apsis ragt ein steiler Dreiecksgiebel mit fünf Nischen auf, von denen zwei Fenster enthielten und die übrigen ausgemalt waren.

### Portale

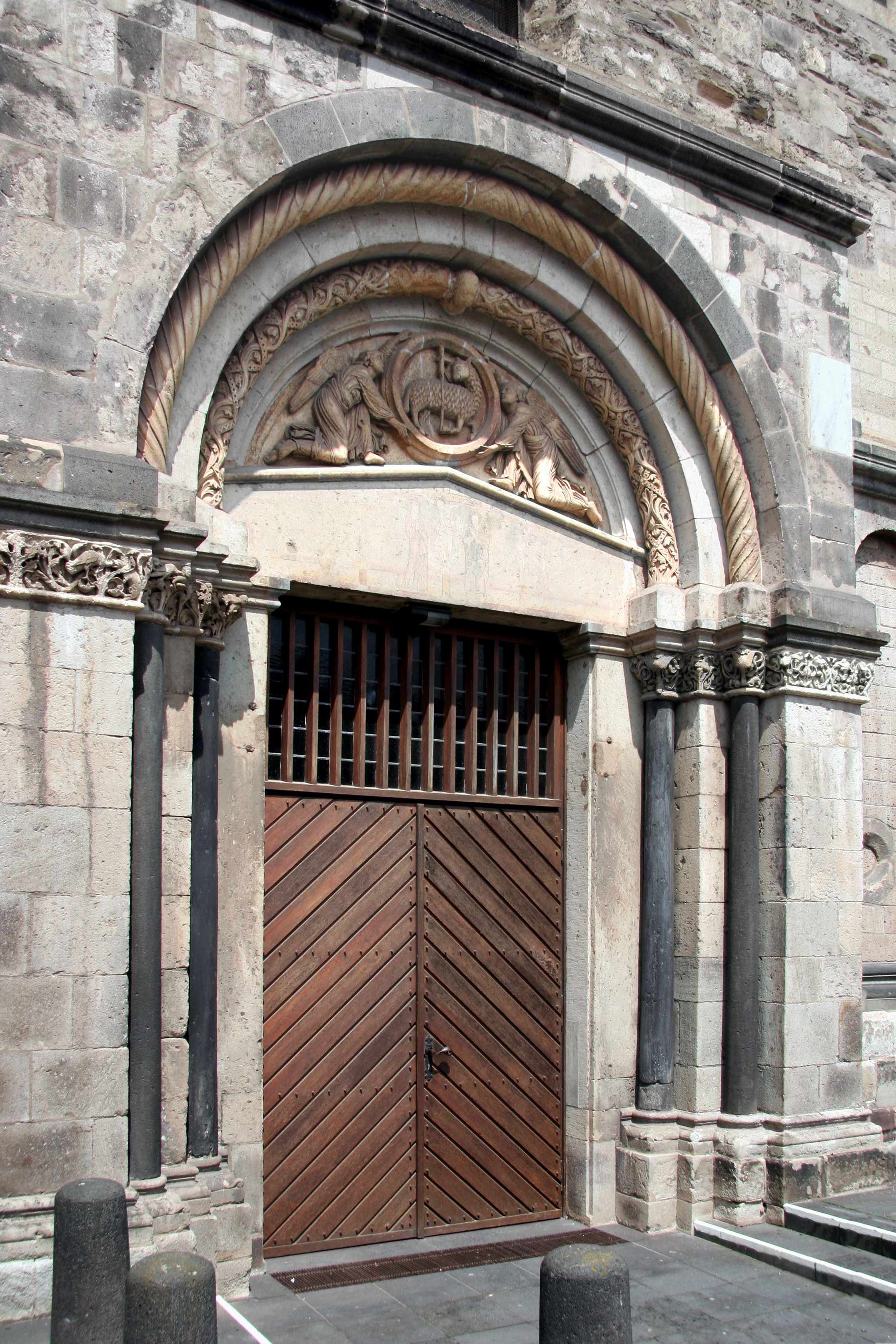
Südportal

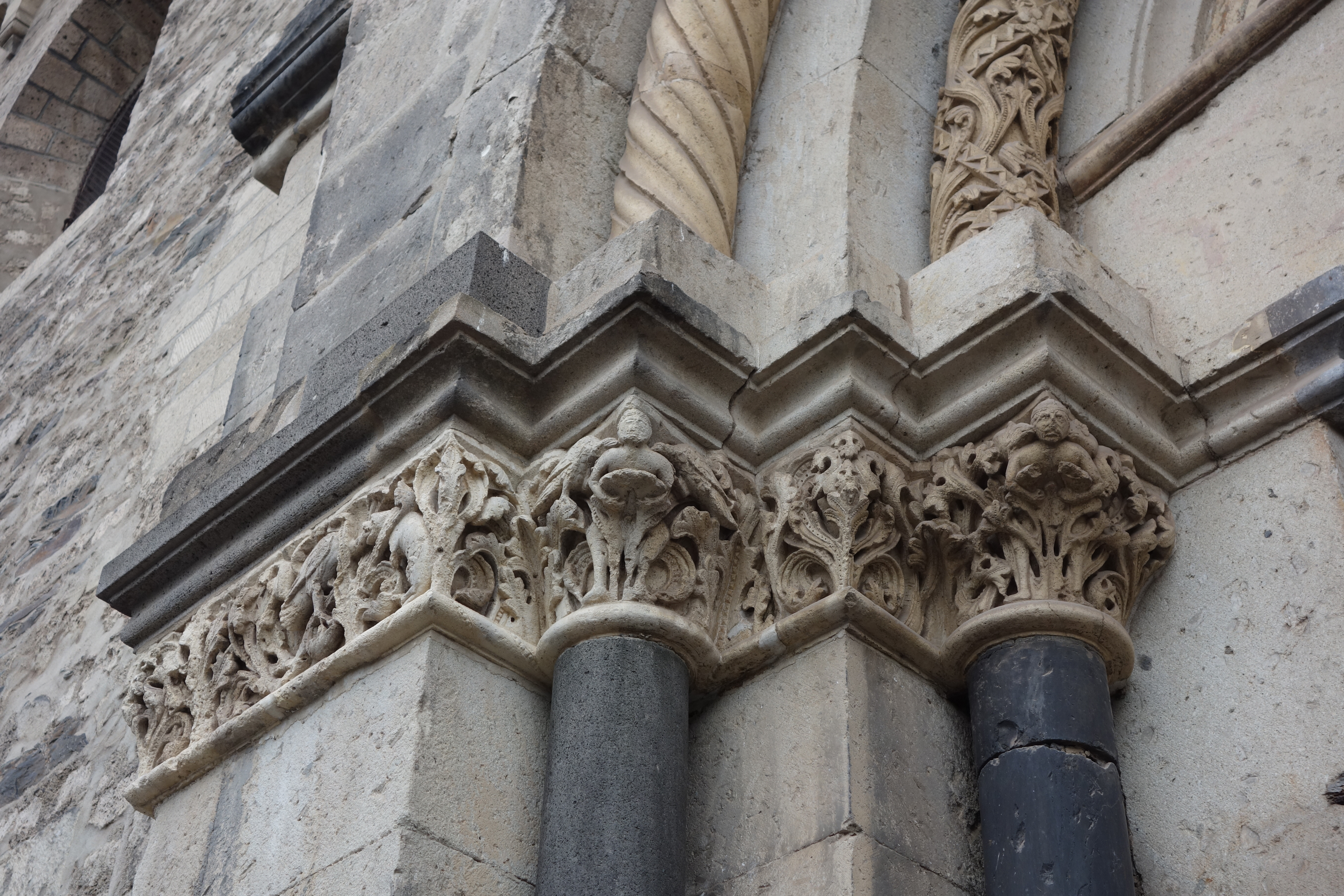
Kapitelle am Südportal (2018)

Überall am Bau befinden sich abstrakte oder pflanzliche Darstellungen der Blütezeit der staufischen Architektur. Aus älterer Zeit stammen die vermauerten Köpfe am Nordostturm. Die figürlichen Darstellungen an den Portalen hingegen sind dem Umfeld des Laacher Samsonmeisters zuzuordnen.

#### Westportal
Das bei der Rekonstruktion der Westfassade im späten 19. Jahrhundert erneuerte Westportal besitzt noch die alten, filigranen Kapitellfriese in der Kämpferzone. Sie zeigen links einen knienden Mann in Rankenschlingen und rechts einen Löwenkopf. 1882 wurden unter dem Fußboden des Doms drei Bruchstücke einer Weltgerichtsdarstellung gefunden, die wohl zum inneren Portal gehörten und im Rheinischen Landesmuseum in Bonn verwahrt werden.

#### Nordportal
Das sonst sehr schlichte Nordportal fällt auch durch seine kunstvollen Kapitelle in der Kämpferzone auf. Sie zeigen links traubenfressende Vögel, an den Ecken Adler und rechts zwei Gestalten mit Falken.

#### Südportal
Das Südportal ist im Gegensatz zu dem einfach gehaltenen Nordportal kunstvoll gestaltet. An dem dreieckigen Sturz über der Tür sind Reste einer gemalten Kreuzigungsgruppe zu erkennen und in dem halbrunden Relief des Tympanons halten zwei Engel das Lamm Gottes. An den Kapitellen kann man rechts Tiere in Rankenschlingen und links menschliche Gestalten erkennen.

### Ausmalung
Nach einer umfangreichen Restaurierung Ende des 19. Jahrhunderts wurde der Innenraum einheitlich im floral-ornamentalen Stil ausgemalt. Dennoch gibt es noch einige Werke außerhalb dieser Einheitsfassung. Aus dem 13. Jahrhundert stammt eine stark verwitterte Darstellung des Gekreuzigten in der Kriegerkapelle auf der südlichen Empore. Aus der ersten Hälfte des 14. Jahrhunderts hat sich am Zwickel über der nördlichen Empore eine vielfigurige, weitere Kreuzigungsgruppe erhalten. Wohl erst nach 1500 sind die monumentalen Darstellungen der Gottesmutter im Strahlenkranz mit Kind und des heiligen Christophorus an der Westwand unter der Empore entstanden. 1929 entstanden im Chorraum drei monumentale Malereien zur Verherrlichung der Kirchenpatronin von Georg Kau: Maria, Königin der Morgenröte (links), Krönung Mariens (Apsis) und Maria, Königin des Friedens (rechts).

## Ausstattung

### Altäre

#### Hochaltar der Jungfrau Maria
Der Hochaltar entstand in den Jahren 1620–1622 durch den Koblenzer Bildhauer Peter Kern und lässt niederländischen Einfluss spüren. Er umfasst sechs Reliefs aus Alabaster, die von oben nach unten die Krönung Mariens, Mariä Heimsuchung, die Geburt Christi, die Anbetung der Könige, Mariä Verkündigung und die Darstellung Jesu im Tempel zeigen. Der Hochaltar steht an der Ostwand des nördlichen Seitenschiffs. Zu dem Hochaltar gehören auch noch 13 weitere kleine Figuren. Sie zeigen die Apostel und Jesus Christus, befinden sich aber mittlerweile in der Kriegerkapelle über der Sakristei auf der südlichen Empore. Dort sieht man auch die eindrucksvolle Anna selbdritt aus der zweiten Hälfte des 15. Jahrhunderts.

#### Kaiseraltar
Der Kaiseraltar wurde 1475 von Kaiser Friedrich III. gestiftet als Dank, dass die Andernacher ihn und den Erzbischof von Köln im Burgundischen Krieg (1474–1477) unterstützten.

### Fenster

#### Chorfenster
Die sechs Fenster in der Chorapsis entstanden 1948 in den Vereinigten Süddeutschen Werkstätten für Mosaik und Glasmalerei Solln bei München. Sie zeigen von links nach rechts den heiligen Petrus, den Erzengel Michael (2. Patron der Kirche), die heilige Jungfrau Maria (1. Patronin der Kirche und der Stadt), den heiligen Georg und den heiligen Paulus.

#### Fenster in den Seitenschiffen
Die acht Fenster in den beiden Seitenschiffen zeigen abstrakt gestaltete Motive aus der Lauretanischen Litanei mit Motiven der Marienverehrung und den Anrufungen an die Gottesmutter. Sie wurden 1962 von Reinhard Heß aus Trier geschaffen. Von West nach Ost im nördlichen Seitenschiff sind folgende Anrufungen dargestellt: „Du elfenbeinerner Turm“, „Maria, Königin des Rosenkranzes“, „Du Morgenstern/Meerestern“ und „Maria, Königin der Jungfrauen“. Im südlichen Seitenschiff zeigen die Fenster „Du Geheimnis der Mutter Christi“, „Maria du Königin des Himmels“, „Maria, du Königin des Friedens“ und „Du geistliches Gefäß“. Derselbe Künstler schuf auch die moderne, verglaste, dreifache Rundbogenarkade über dem Chorbogen mit dem Motiv der Dreifaltigkeit. Dieses Fenster sitzt aber nicht an der Außenwand, sondern an der Wand zwischen Mittelschiff und Dachgestühl des Chores.

### Gräber

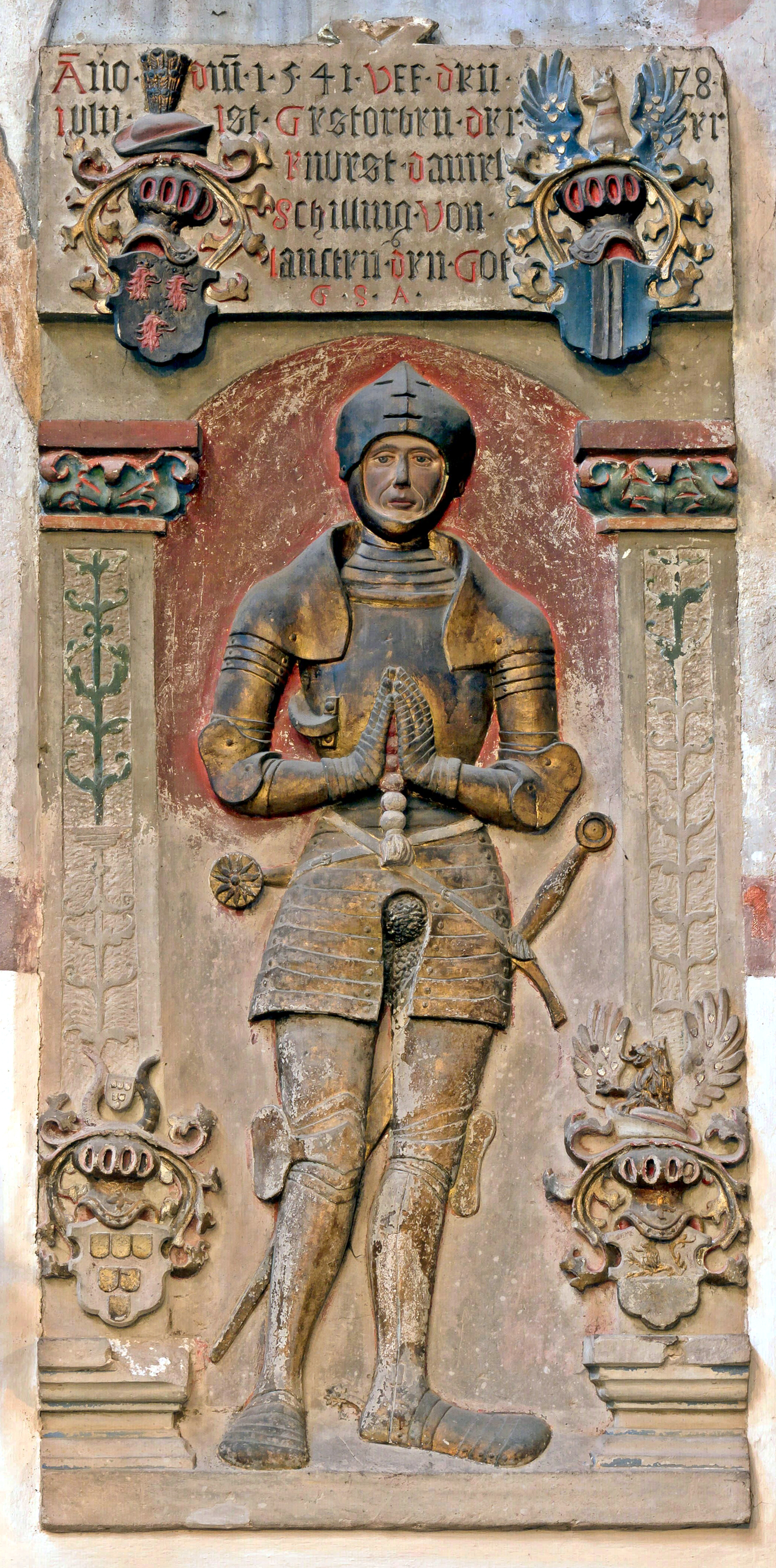
Grabmal des Bürgermeisters Daniel Schilling von Lahnstein

#### Grabmal des Daniel Schilling von Lahnstein
An der Westwand des Mittelschiffs befindet sich das Wandgrabmal des Andernacher Bürgermeisters Daniel Schilling von Lahnstein (1470–1541), der mit Margarethe von Kottenheim (1478–1525) verheiratet war. Das Renaissancegrab aus dem Jahr 1541 zeigt vor einem angedeuteten und den Eingang zum Tod darstellenden Tor, eingerahmt von zwei Pilastern, geschmückt mit Pflanzenwerk und Blattkapitellen, den von Kopf bis Fuß gepanzerten, etwas nach vorn gebeugten bekanntesten Andernacher Ritter betend. Oben und unten sieht man die Ahnenwappen des Ritters: oben von Lahnstein und von der Leyen, unten von Schoenburg und von Eltz. Zwischen den beiden oberen Wappen steht die Grabinschrift: Anno Dni 1541 Uff Den 28. Julii Ist Gestorben Der Erenvest Daniel Schilling von Lansten Den Got G.S.A (Im Jahr des Herrn 1541 starb auf den 28. Juli der ehrenfeste Daniel Schilling von Lahnstein, dem Gott gnädig sei. Amen.). Unter seiner Amtszeit erlangte Andernach für kurze Zeit (1537–1540) die Reichsunmittelbarkeit.

#### Zehresgräbchen
Das sogenannte Zehresgräbchen befindet sich im Untergeschoss des Südwestturmes und ist wohl das älteste Monument der Ausstattung im Dom. Es gelangte 1807 aus der aufgelösten Abtei St. Thomas vor den Toren der Stadt an seinen jetzigen Platz. Dieser romanische Sarkophag ist die letzte Ruhestätte des Augustinermönches Isenbert, der im 12. Jahrhundert der geistliche Berater der ersten Meisterin dieses Klosters – Texwindis – war und 1190 starb.
Schon zu Lebzeiten wurde er wegen Wundertätigkeit verehrt und nach seinem Tod vom Volk als Heiliger angesehen. Im Volksglauben hoffte man auf seinen Beistand bei Schwindsucht beziehungsweise „Auszehrung“ der Kinder. Sie wurden dann auf das Grab gelegt und man hielt neuntägige Andacht, mit dem Ziel der Genesung oder einer Erlösung durch einen gnädigen Tod. Durch diese Rolle bei „Auszehrung“ entstand im Volksmund der Name „Zehresgräbchen“ für dieses Grab.

#### Grablegungsgruppe

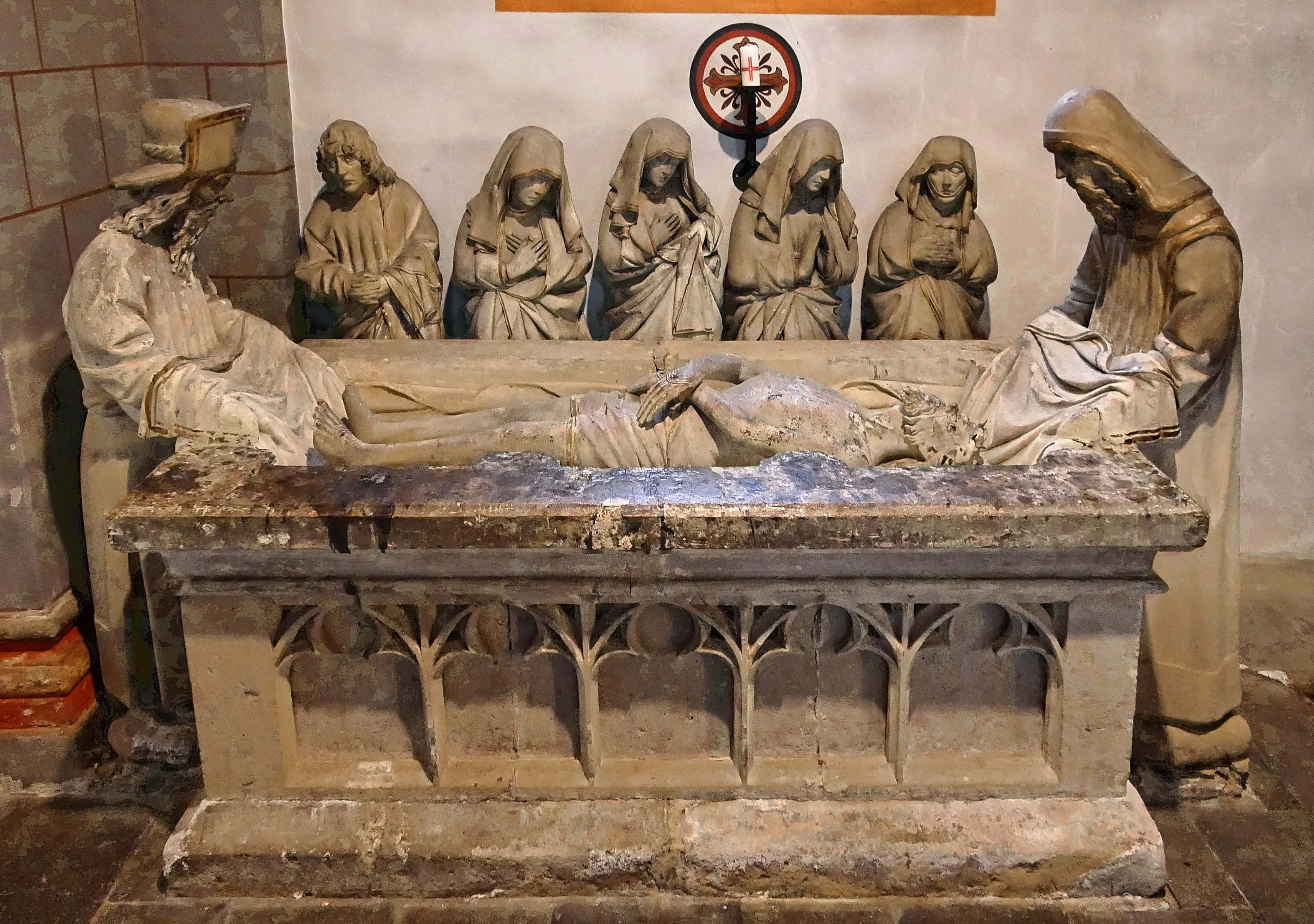
Grablegungsgruppe

Die Grablegungsgruppe aus dem Jahr 1525 im nördlichen Seitenschiff weist die in der Spätgotik im Rheinland übliche Darstellungsweise auf: Nikodemus und Josef von Arimathäa legen den Leichnam Christi in einen mit gotischem Blendmaßwerk verzierten Sarkophag. Dahinter stehen die ebenfalls lebensgroßen Gestalten des heiligen Johannes und der trauernden Frauen: Maria, die Mutter Jesu, Maria aus Magdala, Maria Kleophae und die Jüngerin Salome. Die Originalbezeichnung der Grablegung heißt „Beweinung Christi“, wird jedoch meist nur Heiliges Grab genannt.

### Ungarnkreuz
Das Ungarnkreuz ist ein altes Gabelkreuz. Es gelangte im 14. Jahrhundert nach Andernach und wurde von ungarischen Pilgern, die auf dem Weg nach Köln waren, mitgebracht. Es entstand am Anfang des 14. Jahrhunderts und gehört zu den Pestkreuzen. Es zeigt den geschundenen Körper Christi, so wie er in der Gotik dargestellt wurde, an einem dreiteiligen Astkreuz hängend. Dieses Kreuz ist fast gleich mit dem Gabelkreuz in der Kirche St. Maria im Kapitol in Köln.

### Himmlisches Jerusalem

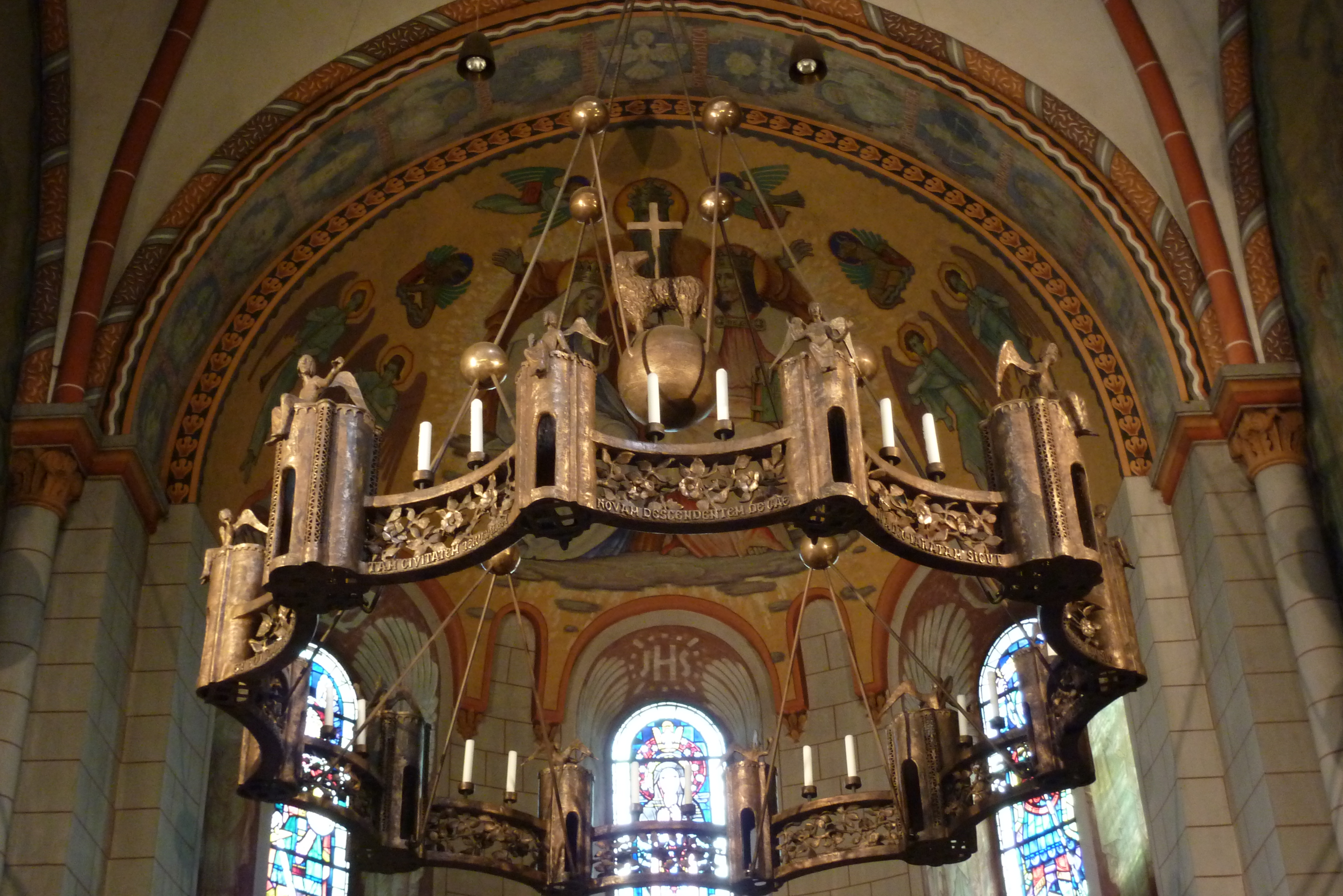
Kronleuchter

Der Kronleuchter über dem Altar stellt das himmlische Jerusalem (Offenbarung 21) dar. Der Bronzeguss des Bildhauers Ulrich Henn entstand 1994. Die vier größeren der zwölf Türme sind parallel zur Altarplatte ausgerichtet. Inmitten der Stadt über dem Mittelpunkt des Altars befindet sich ein Lamm mit dem Auferstehungskreuz als Symbol Christi. Die Engel auf den Türmen laden ein, durch die offenen Tore zu gehen. Die Mauern, ein durchbrochenes Rosenornament, sind Zeichen für die Worte „Geschmückt wie eine Braut für den Bräutigam“.
„So wie die Offenbarung des Johannes ein Buch christlicher Hoffnungen für die bedrängten und verfolgten Gemeinden Kleinasiens war, so soll dieses Werk den Menschen in den persönlichen und allgemeinen Bedrängnissen unserer Zeit die von Gott geschenkte Zukunft für Welt und Mensch bildlich vor Augen stellen. Die Zukunftsvision soll für die Gegenwart Mut, Trost und Hoffnung schenken“, so der Künstler.

### Kanzel

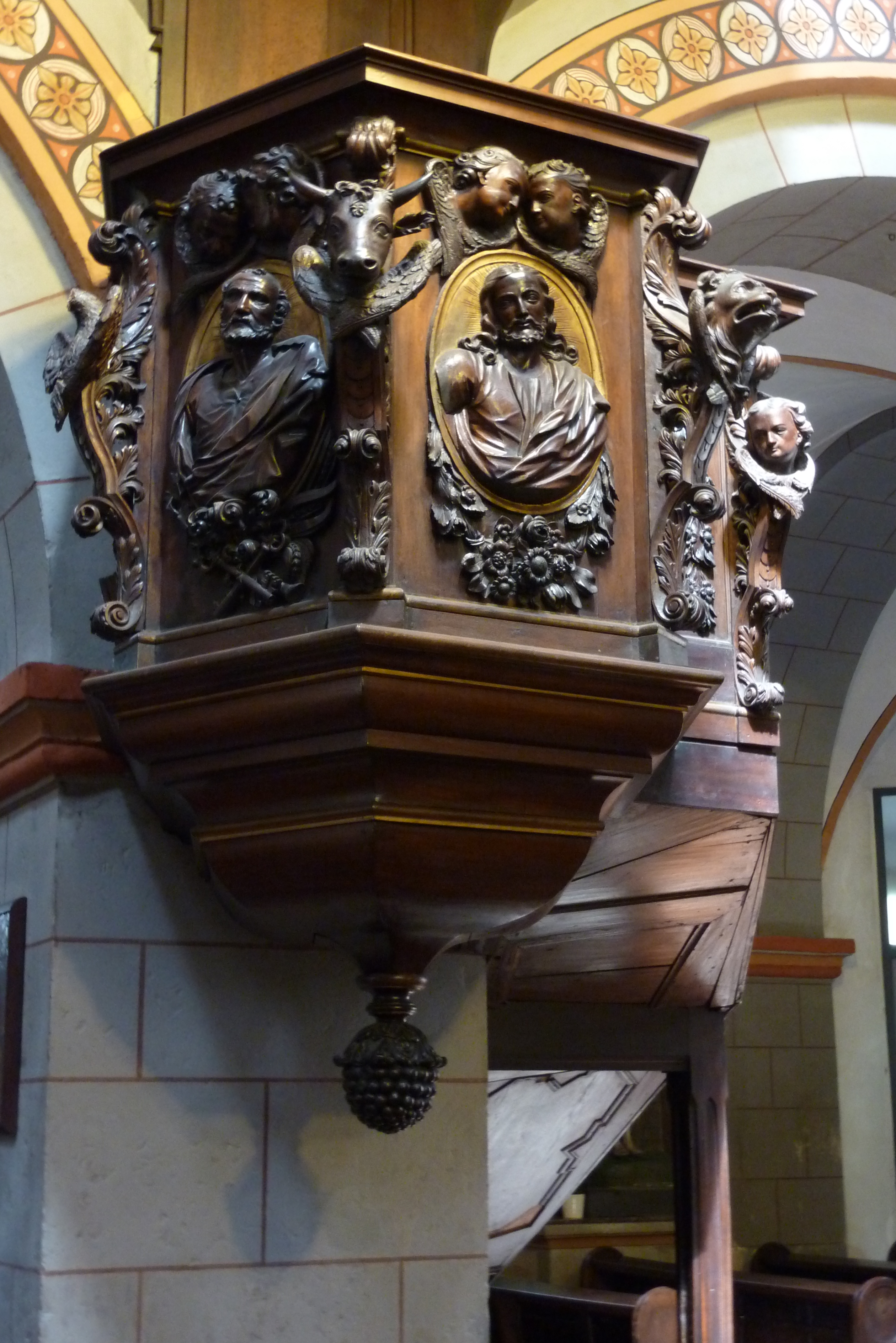
Kanzel

Die barocke Eichenholzkanzel entstand im letzten Drittel des 17. Jahrhunderts. Sie gilt als eine kunsthandwerklich hervorragende Schnitzerei aus dem Barock. Sie gelangte am Anfang des 19. Jahrhunderts im Zuge der Säkularisation aus dem Kloster Maria Laach nach Andernach. Sie ist freischwebend an einem Pfeiler an der Nordseite des Mittelschiffs angebracht. Der Aufgang zur Kanzel zeigt reiche Schnitzereien mit Blumen und Rankenmotiven. Den Kanzelkorb zieren Brustreliefs von
Jesus Christus, des heiligen Benedikt, Petrus und Paulus sowie die Symbole der vier Evangelisten (Menschen-, Adler-, Stier- und Löwenkopf).
Der vorragende Schalldeckel der Kanzel zeigt in der Mitte das Auge Gottes. Er hat ein solches Gewicht, dass er durch einen freien Eisenhaken mit dem Pfeiler verbunden ist, um nicht abzubrechen.

### Kommunionbank
Die Kommunionbank aus Eichenholz, die ebenfalls am Anfang des 19. Jahrhunderts im Zuge der Säkularisation aus dem Kloster Maria Laach nach Andernach gelangte, wurde im Jahr 2002/2003 entfernt. Der einzige verbliebene Teil ist vor dem Sakramentsaltar an der Ostwand des südlichen Seitenschiffs und vor dem Evangeliarsaltar (Hochaltar der Jungfrau Maria) an der Ostwand des nördlichen Seitenschiffs aufgestellt.

### Taufstein

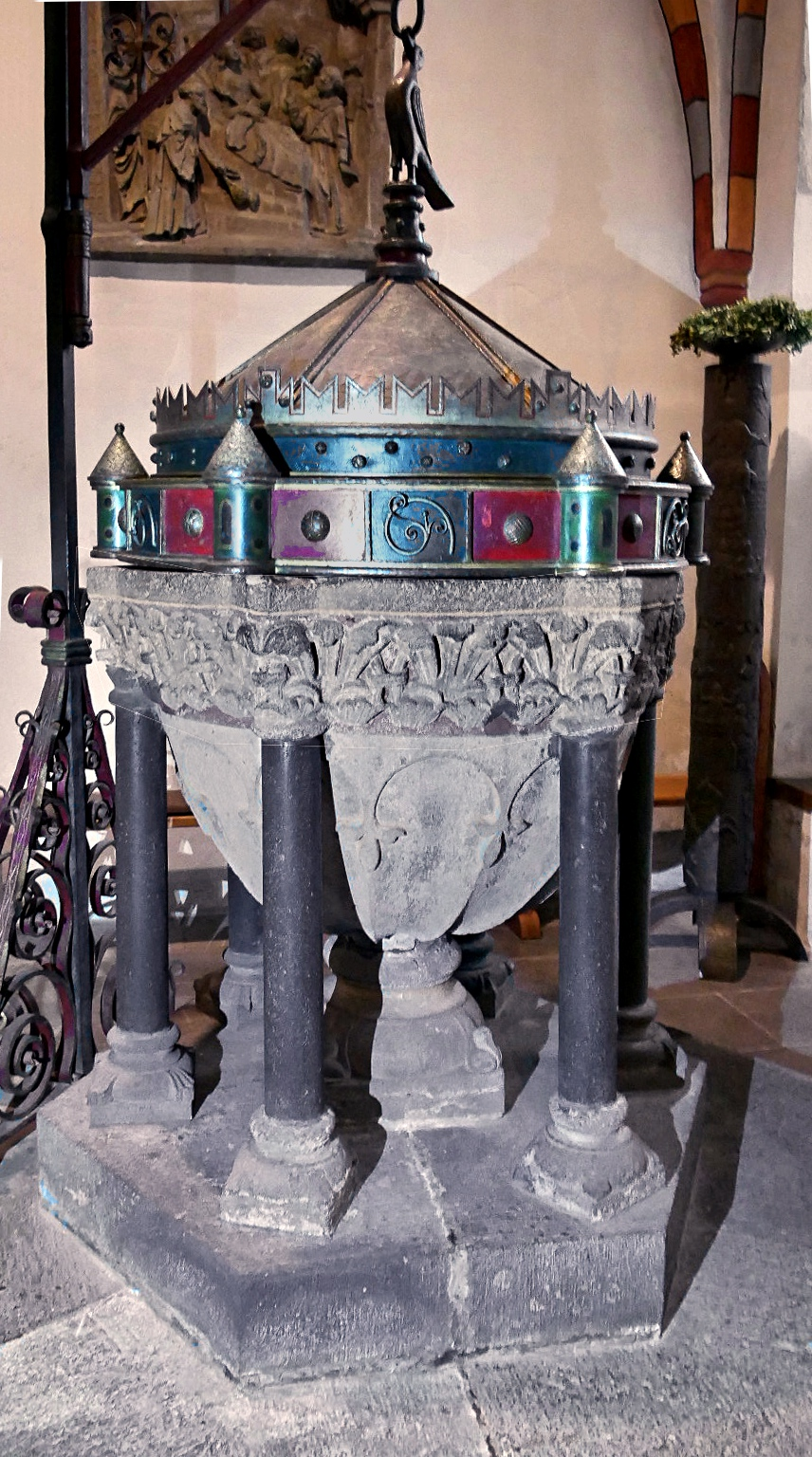
Taufstein am alten Platz in der ehemaligen Taufkapelle

Der Taufstein besteht aus Stenzelberger Latit. Sechs kleine Säulenschäfte aus schwarz polierter Basaltlava tragen das Becken. Ein schmuckvoller Blattfries umläuft die Kuppa. Der Taufstein ist das einzige Werkstück der Andernacher Bauhütte aus der Bauzeit der Kirche zu Beginn des 13. Jahrhunderts. Im 19. Jahrhundert wurde ein historisierter Deckel hinzugefügt. Der Taufstein stand seither in der Kapelle des Nordwestturms. Mit dem Beginn der Umgestaltung im Inneren des Doms wurde er im März 2018 in das Mittelschiff versetzt. Dort steht er nun im ersten Joch und dient auch als Weihwasserbecken beim Betreten der Kirche. Dazu wurde der Deckel entfernt.

### Marienkapelle
Die ehemalige Taufkapelle lag im Untergeschoss des Nordwestturmes. Nachdem der Taufstein im März 2018 in das erste Joch des Mittelschiffes versetzt worden war, entstand im Laufe des gleichen Jahres in der dortigen Turmkapelle eine neue Marienkapelle. Im gesamten Raum wurde der weiße Anstrich erneuert, ein Gatter aus der Kunstschmiede in Maria-Laach wurde installiert und schließlich wurde die Marienstatue nach mehrmonatiger Restaurierung auf das ehemalige Podest des Taufsteins versetzt. Die neue Kapelle wurde am Patronatsfest Mariä Himmelfahrt 2018 eingeweiht und erfüllt nun die Funktion als persönlicher Gebetsraum.

#### Gestaltung der Kapelle
In einem Tuffsteinrelief von 1524 mit einem bogenförmigen Abschluss an der Rückwand sind der Marientod und darüber die heilige Dreifaltigkeit und die Seele Marias dargestellt. Im Abschlussbogen steht die Inschrift: Sic it adesse sine tempore virgula Jesse (So geht zum ewigen Sein das Reis aus Jesse ein). Von Jesse, dem Vater des Königs David, führt der Stammbaum Jesu zu Josef und Maria. Dieses Relief ist die einzige künstlerische Darstellung des Patroziniums Maria Himmelfahrt.
Zusätzlich steht an der Südwand am Treppenaufgang zur Empore eine Statue des heiligen Antonius mit Antoniusspende.

#### Maria als Himmelskönigin

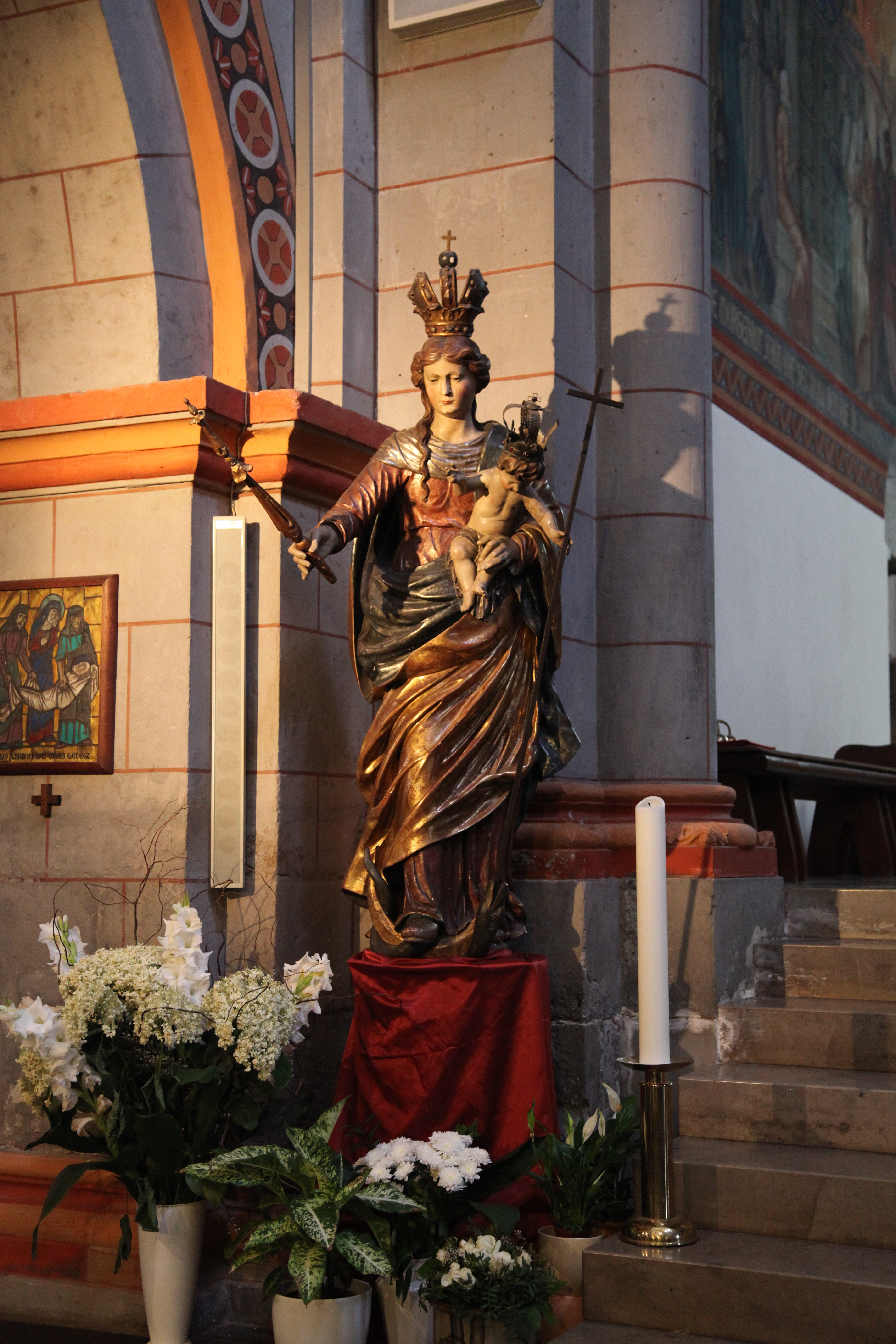
Maria, Himmelskönigin

Zum aufwendigen Orgelprospekt aus der Minoritenkirche gehörte die überlebensgroße Figur der Maria als Himmelskönigin. Die gesamte Orgelanlage gelangte im Zuge der Säkularisation in den Mariendom. Sie wurde auf der Empore über der Eingangshalle wieder aufgebaut, die Marienstatue wurde von ihr abgenommen. Sie stand zunächst auf einem Podest am linken Chorpfeiler, ergänzt durch eine Statue des heiligen Josef am rechten Chorpfeiler, bis die Marienstatue auf ein Podest neben die Stufen zum Chor gestellt wurde. Danach stand sie auf einem Podest gegenüber der Kanzel. Seit Sommer 2018 ist sie Mittelpunkt der neuen Marienkapelle im Nordwestturm. Die Marienstatue mit originaler Fassung aus dem 18. Jahrhundert zeigt Maria mit dem Jesusknaben, der mit seinem Kreuzstab auf die Schlange einsticht, die sich um den Halbmond ringelt, was auf den Titel Maria vom Siege hinweist.

## Orgel

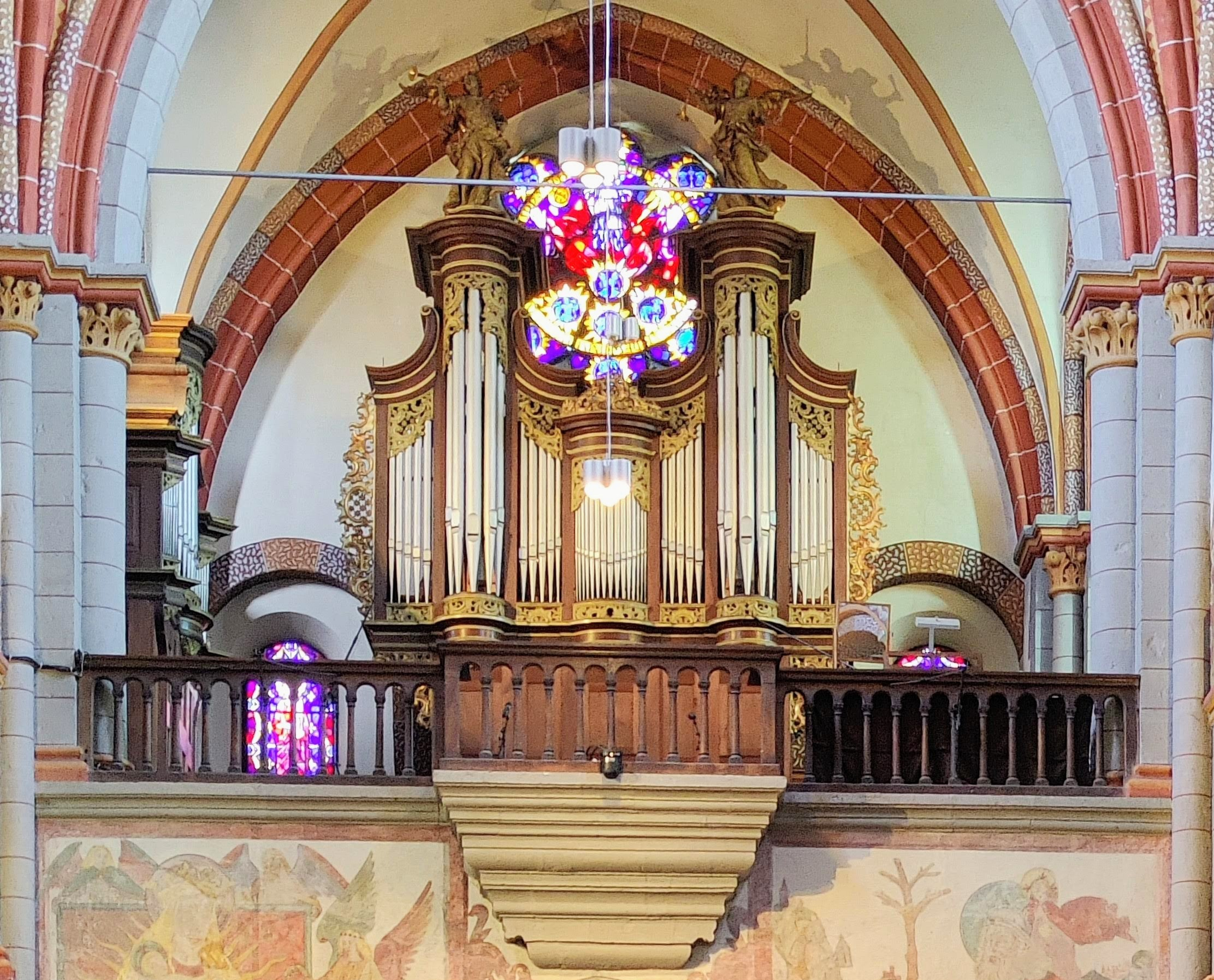
Blick auf die Orgel

Eine Orgel wird mindestens für das 15. Jahrhundert vermutet. Peter Briesger schuf 1538–1542 ein neues Werk. Christoph Eighendecker baute 1625 ein neues Positiv und setzte anscheinend die große Orgel auf die Westempore um. Die heutige Orgel steht auf der Mittelempore über der Eingangshalle im Westwerk. Sie wurde 1752 vom Orgelbauer Christian Ludwig König für die ehemalige Franziskanerkirche gebaut und gelangte 1805 im Zuge der Säkularisation in den Mariendom. Das siebenteilige Gehäuse weist Kennzeichen der Orgelbauerfamilie Stumm auf, sodass für 1752 ein Neubau im Stumm-Gehäuse vermutet wurde. Der niedrige Mittelturm wird von zwei hohen Rundtürmen flankiert, an die sich von beiden Seiten Flachfelder anschmiegen. In der Mitte des 19. Jahrhunderts baute Orgelbau Christian Weil aus Neuwied das Instrument um. Vor dem Ersten Weltkrieg ersetzte Peter Klein einige Register. In der Zeit von 1939 bis 1949 wurde die Orgel von Klais renoviert und erweitert. In diesem Zuge erhielt sie einen freien Spieltisch, die Trakturen wurden elektrifiziert, ein Schwellwerk ergänzt und das fünfteilige Unterpositiv seitlich aufgestellt. Der historische Prospekt und der Großteil des alten Pfeifenwerks blieben erhalten. Das Instrument verfügt heute über 42 klingende Register, die auf drei Manuale und Pedal verteilt sind, sowie zwei Extensionen und zwei Transmissionen im Pedal. Die Disposition lautet wie folgt:
| I Positiv C–g3 |                  |       |
| 1.             | Lieblich Gedackt | 8′    |
| 2.             | Violflöte        | 8′    |
| 3.             | Praestant        | 4′    |
| 4.             | Flöte            | 4′    |
| 5.             | Octave           | 4′    |
| 6.             | Waldflöte        | 2′    |
| 7.             | Nasard           | 1 ⁄3′ |
| 8.             | Sesquialter II   |       |
| 9.             | Scharff III–IV   |       |
| 10.            | Krummhorn        | 8′    |

| II Hauptwerk C–g3 |                    |       |
| 11.               | Bordun             | 16′   |
| 12.               | Principal          | 8′    |
| 13.               | Hohlflöte          | 8′    |
| 14.               | Quintade           | 8′    |
| 15.               | Salicional         | 8′    |
| 16.               | Octave             | 4′    |
| 17.               | Flöte              | 4′    |
| 18.               | Quinte             | 2 ⁄3′ |
| 19.               | Superoctave        | 2′    |
| 20.               | Spitzflöte         | 2'    |
| 21.               | Cornett IV (ab d1) |       |
| 22.               | Mixtur IV          |       |
| 23.               | Trompete           | 8'    |

| III Schwellwerk C–g3 |                  |       |
| 24.                  | Holzflöte        | 8′    |
| 25.                  | Gemshorn         | 8′    |
| 26.                  | Principal        | 4′    |
| 27.                  | Blockflöte       | 4′    |
| 28.                  | Nasar            | 2 ⁄3′ |
| 29.                  | Querflöte        | 2′    |
| 30.                  | Rauschpfeiffe II |       |
| 31.                  | Terzzymbel IV    |       |
| 32.                  | Dulcian          | 16′   |
| 33.                  | Schalmey         | 4′    |
|                      | Tremulant        |       |

| Pedal C–g1 |                             |     |
|            | Untersatz (Ext. Nr. 35)     | 32′ |
| 34.        | Principal                   | 16′ |
| 35.        | Subbass                     | 16′ |
|            | Zartbass (= Nr. 11)         | 16′ |
| 36.        | Oktavbass                   | 8′  |
|            | Gemshorm (= Nr. 25)         | 8′  |
|            | Gedacktbass (= Ext. Nr. 35) | 8′  |
| 37.        | Choralbass                  | 4′  |
| 38.        | Nachthorn                   | 2′  |
| 39.        | Hintersatz IV               |     |
| 40.        | Posaune                     | 16′ |
| 41.        | Basstrompete                | 8′  |
| 42.        | Clarine                     | 4′  |

- Koppeln: I/II, III/I, III/II, Sub I/II, Sub III/II, I/P, II/P, III/P
- Spielhilfen: 2 freie Kombinationen, 1 freie Pedalkombination, Handregister zu Kombinationen zuschaltbar, Generaltutti, Walze, Zungen aus
- Der Kalkantentritt ist noch voll funktionsfähig.

## Glocken
Im Nordostturm mit Turmuhr hängt das Geläut aus sieben Glocken, unter ihnen drei wertvolle mittelalterliche. Klanglich herausragend ist die 1356 gegossene Servatius, die mit rund 1950 Kilogramm schwerste Glocke des Geläuts.
| Glocke | Name / Widmung      | Gussjahr | Gießer, Gussort                   | Durchmesser | Masse    | Schlagton (HT-1⁄16) |
| ------ | ------------------- | -------- | --------------------------------- | ----------- | -------- | ------------------- |
| 1      | –                   | 1639     | Antonius Paris & Claudius Lamiral | 1454 mm     | ≈1850 kg | des1 -8             |
| 2      | Gloriosa            | um 1300  | unbekannt                         | 1311 mm     | ≈1610 kg | 00f1 +2             |
| 3      | Servatius           | 1356     | Nicolaus von Basel                | 1322 mm     | ≈1950 kg | ges1 +7             |
| 4      | –                   | um 1300  | unbekannt                         | 1029 mm     | 0≈700 kg | as1 +13             |
| 5      | Johannes und Helena | 1999     | Eifeler Glockengießerei Mark      | 0918 mm     | 00509 kg | 00b1 +7             |
| 6      | Dreifaltigkeit      | 1999     | Eifeler Glockengießerei Mark      | 0771 mm     | 00336 kg | des2 +7             |
| 7      | Maria und Michael   | 1999     | Eifeler Glockengießerei Mark      | 0702 mm     | 00255 kg | 0es2 +7             |

Inschriften
- Glocke 1: + IOHAN CASPAR V UND ZV DER LEIEN CHVRF TRIER AMPTMAN ZVE MVNSTER ANNA MARG G V BVNGARD F Z LEYEN +
+ BERTRAM V METTERNICH ZV SCHWEPPENBURG AMPT Z ANDERNACH * IOST WOLFF V MOLLENDORF * BALTHASAR SOHLEN * IOANNES DANIELIS +
+ HENRICVS RANDERAT XX IOANN LVDWICH STROE DERORECHTEN DOCTOREN CHVRF COL RATH SCHVLTHEIS VND SCHEFFEN ZV ANDERNACH 1639 +
+ ADOLF REVTTER +
+ AVITA FIDE + (Durch den Glauben der Vorväter)
+ F.C.Z.C.H.I.B. + (Ferdinand, Kurfürst zu Köln, Herzog in Bayern)

- Glocke 2 Gloriosa: + RECTOR CELI NOS EXAVDI TV DIGNRE NOS SALVARE ALPHA ET OMEGA NOS ADIVVA * GLOSA  +
(Herr des Himmels, höre uns, wolle uns retten, Alpha und Omega, hilf uns!) (Festglocke)

- Glocke 3 Servatius: O REX GLORIE VENI CVM PACE * H VV O +
(O König der Herrlichkeit, komme mit Frieden. Der verehrte Herr Henricus ist gestorben)
+ ANNO DNI MILLESIMO CCC LVI IN CRASTINO STI LVCE EWANGE FVDIT ME MAGER NICOLAVS BASILENS +
(Im Jahre des Herrn 1356 am Vortag des Heiligen Evangelisten Lukas (17.10.) goß mich Meister Nikolaus von Basel)

- Glocke 4: + SNS DEVS + SNS FORTIS + SNS IMMORTALIS + MISERERE NOBIS +
(+ Heiliger Gott, Heiliger Starker, Heilger Unsterblicher, erbarme dich unser +) (Gesang an Karfreitag)

- Glocke 5 Johannes und Helena: + JOHANNES UND HELENE HEISSE ICH ZUR EHRE GOTTES LÄUTE ICH ZUM TÄGLICHEN GEBET RUFE ICH +
+ THEA ROCHERT STIFTETE MICH HANS AUGUST MARK GOSS MICH A 1999 D +

- Glocke 6 Dreifaltigkeit: + HEILIGSTE DREIFALTIGKEIT UNGETEILTE EINIGKEIT +
+ KATHARINA RUDOLF PETER GESTIFTET VON THEA ROCHERT A 1999 D +

- Glocke 7 Maria und Michael: + MARIA  FRIEDENSKÖNIGIN HL. MICHAEL STEHT IHR UNS BEI +
+ GESTIFTET VON THEA ROCHERT A 1999 D +

## Architektonische Bedeutung
Die Pfarrkirche Maria Himmelfahrt in Andernach gehört mit den Kirchen aus Maria Laach, Boppard, Bacharach und Koblenz zu den bedeutendsten Sakralbauten des südlichen Rheinlandes.
Die Andernacher Bauhütte stand vollkommen im Einfluss der kurkölnisch-niederrheinischen Kunstlandschaft. Trierische Bauelemente fehlen trotz des Bauherrn, des Erzbischofs von Trier. Gleichzeitig sind architektonische Beziehungen zu Nordfrankreich festzustellen.
Die Westfassade wurde zum Vorbild für den Immerather Dom, die Pfarrkirche St. Lambertus in Immerath, seit 1972 ein Stadtteil von Erkelenz. Sie wurde im neoromanischen Stil nach dem Entwurf des Kölner Architekten Erasmus Schüller 1888 bis 1891 erbaut und am 8. und 9. Januar 2018 wegen des heranrückenden Braunkohletagebaus abgerissen. Auch die Pfarrkirche St. Anna in Neuenkirchen (Kreis Steinfurt) nimmt deutliche Anleihen, besonders an der Doppelturmfassade des Westwerks von Maria Himmelfahrt.

## Kuriositäten
Bedingt durch die Covid-19-Pandemie wurde im Frühjahr 2020 das Weihwasser aus den Weihwasser-Handbecken entfernt. Weihwasser, um sich zu bekreuzigen, konnte aus einem provisorisch für diesen Zweck installierten Desinfektionsmittelspender entnommen werden. Das habe gelegentlich dazu geführt, dass sich die Besucher mit dem gesegneten Wasser die Hände einrieben, obwohl eine Aufschrift auf den Inhalt des Behälters hinwies. Im November 2020 wurde deshalb im Eingangsbereich ein von der Architektin Eva von der Stein entworfener Prototyp eines Spenders mit einem schlichten schwarzen Kreuz aufgestellt, der berührungslos 0,7 Milliliter Weihwasser abgibt.